# Submarino
Submarino is een Deense film van Thomas Vinterberg die werd uitgebracht in 2010.
Het scenario is gebaseerd op de gelijknamige roman (2007) van Jonas T. Bengtsson.

## Verhaal
Nick, amper een tiener, en zijn jonger broertje groeien in sombere armoede op in een troosteloos en groezelig appartement in Kopenhagen. Hun alleenstaande moeder is meer dronken dan nuchter. Het enig lichtpunt in hun leven is hun babybroertje dat ze zo goed mogelijk met liefde en zorg omringen. Tot op een dag het noodlot toeslaat en een tragedie de broers van elkaar en van hun moeder scheidt.
Ruim twintig jaar later is de inmiddels 33-jarige Nick uit de gevangenis ontslagen. Hij neemt zijn intrek in een eenvoudig kamertje in een flatgebouw waar hij een losse relatie heeft met zijn buurvrouw Sofie. Om zijn woede en agressiviteit onder controle te houden doet hij aan bodybuilding. Hij drinkt meer dan goed is voor hem en hij probeert af en toe telefonisch contact te zoeken met zijn jongere broer die hij niet weet wonen.
Die jongere broer is een alleenstaande vader die zwaar verslaafd is en niet zonder zijn dagelijkse shot kan. Hij wil zijn verslaafdheid koste wat het kost voor zijn zesjarig zoontje Martin verstopt houden. Hij droomt van een beter leven voor Martin die recht heeft op een altijd beschikbare vader. Dat brengt hem ertoe dealer te worden.

## Rolverdeling
| Acteur                   | Personage                                |
| ------------------------ | ---------------------------------------- |
| Jakob Cedergren          | Nick                                     |
| Peter Plaugborg          | Nicks jongere broer, de vader van Martin |
| Patricia Schumann        | Sofie, Nicks buurvrouw                   |
| Morten Rose              | Ivan, de broer van Ana                   |
| Gustav Fischer Kjærulff  | Martin, het zoontje van de jongere broer |
| Henrik Strube            | Jimmy Gule, de oud-leraar                |
| Helene Reingaard Neumann | Mona, de moeder                          |
| Kate Kjølbye             | Ana, de ex-vriendin van Nick             |
| Sebastian Bull Sarning   | de jonge Nick                            |
| Mads Broe Andersen       | Nicks jonger broertje                    |